# Corps de Mallory

En histopathologie, les corps de Mallory (ou Mallory–Denk body, MDB) sont des inclusions trouvées dans le cytoplasme des cellules du foie. Ils portent le nom du pathologiste américain Frank Burr Mallory.

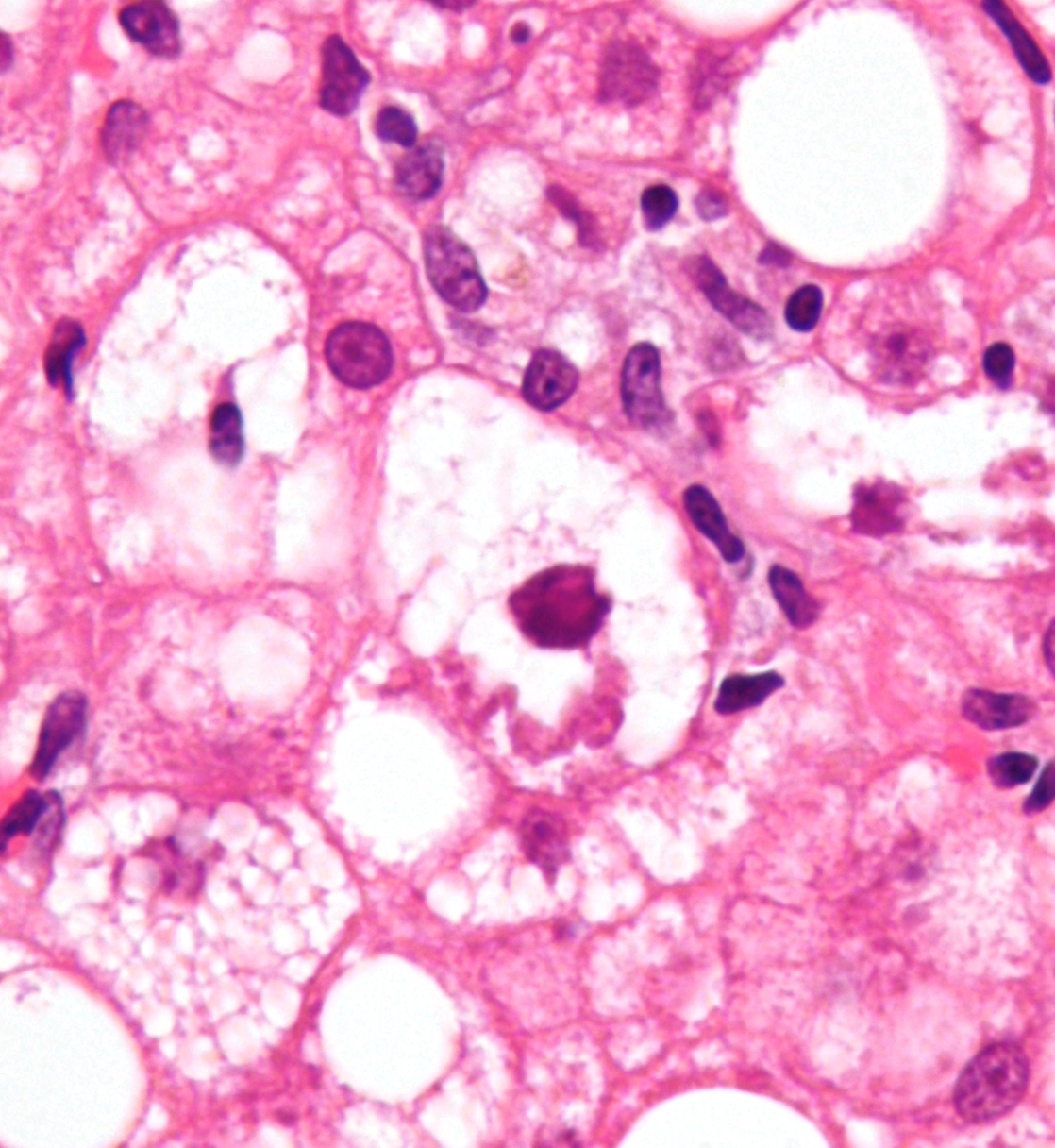
Micrographie à fort grossissement d'un corps de Mallory, tel qu'il est observé dans la stéatohépatite. Biopsie du foie. Coloration à l'hématoxyline et à l'éosine.

## Conditions associées
Les corps de Mallory entrent le plus souvent dans le cadre d'une hépatopathie alcoolique.
Ils représentent des amas résiduels de microfilaments consécutifs à la toxicité de l’alcool et de ses métabolites.
De manière plus générale, les corps de Mallory se retrouvent aussi dans une stéatohépatite non alcoolique